# Alžběta Woodvillová
Alžběta Woodvillová (také Wydeville nebo Widvile; 1437? – 8. června 1492, Bermondsey) byla jako manželka Eduarda IV. od roku 1464 až do jeho smrti v roce 1483 anglickou královnou. Její první manžel, Jan Grey z Groby, byl zabit v druhé bitvě u St Albans. Byla první ženou mimo vysokou šlechtu, která se stala manželkou anglického panovníka. Kvůli sňatku s ní Eduard přišel o svého klíčového spojence Richarda Nevilla.
S podporou Richarda Nevilla, hraběte z Warwicku, porazil Eduard z rodu Yorků tehdejší královský rod Lancasterů v několika bitvách. Warwick ovládl hlavní město a roku 1461 prohlásil v Londýně Eduarda anglickým králem. Eduard podpořil svůj nárok na trůn rozhodným vítězstvím v bitvě u Towtonu.

## Královna

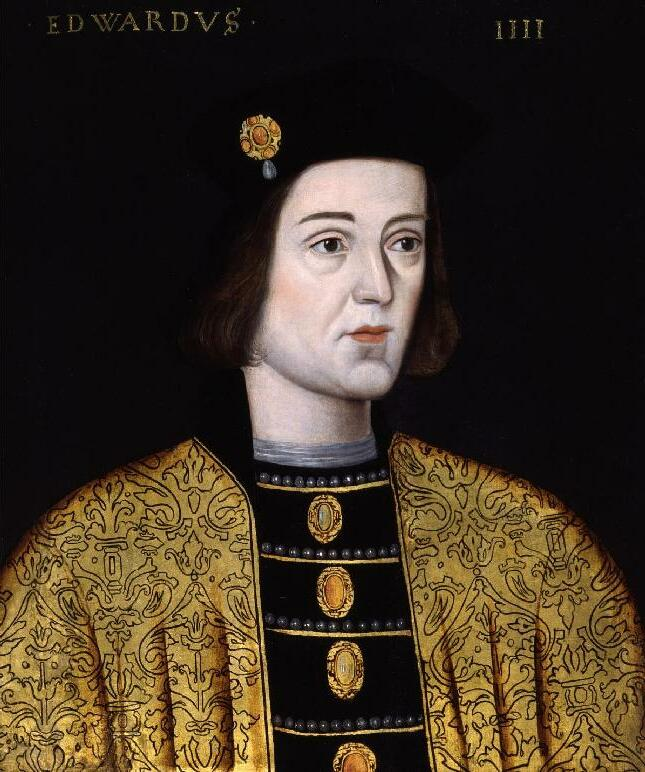
Eduard IV.

Warwick se domníval, že Eduardovým prostřednictvím bude dál ovládat zemi a že ho přiměje ke sňatku vytvářejícím spojenectví s důležitou mocností na kontinentu. Eduard se ale bez jeho vědomí oženil s Alžbětou z Woodville, která byla obklopena sice nepříliš bohatými, ale zato ambiciózními lancasterskými příbuznými. Warwick nelibě nesl vliv, který měla tato skupina lidí na Eduarda a tak se s podporou Jiřího, vévody z Clarence postavil na vojenský odpor proti Eduardovi. Znepřátelení si Warwicka i dalších šlechticů nakonec stálo Eduarda trůn a v roce 1470 utekl do Burgundska. Brzy se mu však podařilo v několika bitvách zničit lancesterskou opozici. V době manželova dočasného ústupu z moci Alžběta našla útočiště ve Westminsterském opatství, kde porodila budoucího krále Eduarda V.

## Královna vdova
Když její manžel v dubnu 1483 náhle zemřel, hrabě z Gloucesteru a její švagr Richard III. se stal lordem protektorem za nového mladičkého krále. Richard se bál vlivu Woodwillů, a tak rychle získal kontrolu nad mladým Eduardem V. a nechal zatknout a popravit hraběte Anthonyho Woodvilla a Richarda Greye, bratra a syna královny matky Alžběty. Ta sama znovu našla útočiště ve Westminsterském opatství. Mladý král byl převezen do Toweru a čekal na korunovaci. Alžběta se pokusila spojit se proti lordu protektorovi s baronem Hastingsem, který byl rovněž popraven.
Richard nyní chtěl získal trůn pro sebe a 25. června 1483 nechal parlamentem prohlásit děti svého bratra Eduarda s Alžbětou za nelegitimní na základě toho, že Eduard byl před sňatkem už zasnouben s lady Eleonorou Butlerovou. Hrabě z Gloucesteru se tedy stal králem Richardem III. Mladý Eduard a jeho bratr Richard zůstali v Toweru. Jejich přesný osud je neznámý, neví se, zda zemřeli, zmizeli, nebo byli zavražděni.
Alžběta se pokoušela své syny osvobodit a získat pro nejstaršího syna zpět trůn. Hrabě Buckingham jí potvrdil, že její synové byli zavražděni a společně s Alžbětou se spojili s Markétou Beaufortovou. Chtěli podpořit nároky Markétina syna Jindřicha Tudora. Ten byl tím nejbližším mužem, který mohl uplatňovat lancesterské nároky na trůn. Alžběta a Markéta se dohodly na tom, že Jindřich se ožení s Alžbětinou dcerou, Alžbětou z Yorku. Jindřich souhlasil.
1. března 1484 vyšly Alžběta a její dcery z opatství poté, co Richard veřejně přísahal, že jim nebude ublíženo ani nebudou uvězněny v Toweru. Rovněž jejím dcerám přislíbil výhodné sňatky. Rodina se vrátila ke dvoru. Když v roce 1485 zemřela Richardova manželka Anna Nevillová, dokonce se proslýchalo, že se hodlá oženit s Alžbětou z Yorku. V roce 1485 Jindřich Tudor porazil Richarda III. v bitvě u Bosworthu, ve které Richard i zemřel, a oženil se s Alžbětou z Yorku. Její matce zůstal titul královny vdovy. Zemřela v opatství Bermondsey 8. června 1492 a měla jednoduchý pohřební obřad. Pohřbena je vedle svého královského manžela v kapli sv. Jiří ve Windsoru.

## Potomci
Z manželství s Johnem Greyem:
- Tomáš Grey, hrabě z Huntingdonu (1455–1501)
- Richard Grey (1457–1483)

S Eduardem IV.:
- Alžběta z Yorku (1466–1503), anglická královna
- Marie z Yorku (1467–1482)
- Cecilie z Yorku (1469–1507)
- Eduard V. (1470–1483/5)
- Markéta z Yorku (1472–1472)
- Richard ze Shrewsbury (1473–1483/5), hrabě z Yorku
- Anna z Yorku (1475–1511)
- Jiří Plantagenet (1477–1479), hrabě z Bedfordu
- Kateřina z Yorku (1479–1527)
- Bridget z Yorku (1480–1517)